# Lachnella
Lachnella is een geslacht van schimmels behorend tot de familie Niaceae. De typesoort is het dofpaars wolschijfje (Lachnella alboviolascens).

## Soorten
Volgens Index Fungorum bevat het geslacht 133 soorten (peildatum maart 2022):
| Soortnaam                                       | Auteur(s)                     | Publicatiejaar |
| ----------------------------------------------- | ----------------------------- | -------------- |
| Lachnella adpressa                              | (Wallr.) Boud.                | 1907           |
| Lachnella aeruginosa                            | (Sacc. & Speg.) Sacc.         | 1889           |
| Lachnella albidofusca                           | Sacc.                         | 1884           |
| Lachnella albocarnea                            | (P. Crouan & H. Crouan) Quél. | 1886           |
| Lachnella alboflavida                           | Bres. ex W.B. Cooke           | 1961           |
| Lachnella albohelvola                           | H. Lehmann                    | 2021           |
| Lachnella alboviolascens (Dofpaars wolschijfje) | (Alb. & Schwein.) Fr.         | 1849           |
| Lachnella andina                                | Speg.                         | 1909           |
| Lachnella annulata                              | (Holmsk.) Sacc.               | 1889           |
| Lachnella ansonbarishii                         | Agerer                        | 2006           |
| Lachnella antarctica                            | Speg.                         | 1887           |
| Lachnella apocrypha                             | (Rehm) Boud.                  | 1907           |
| Lachnella arundinariae                          | (E.K. Cash) Seaver            | 1951           |
| Lachnella ascoboloidea                          | (Schwein.) Sacc.              | 1889           |
| Lachnella atrofuscata                           | (Schwein.) Sacc.              | 1889           |
| Lachnella atropurpurea                          | (E.J. Durand) Seaver          | 1951           |
| Lachnella badiella                              | (P. Karst.) Boud.             | 1907           |
| Lachnella bellula                               | (P. Karst.) Boud.             | 1907           |
| Lachnella berberidis                            | (Pers.) Fuckel                | 1870           |
| Lachnella bernardiana                           | (Sacc. & Letell.) Boud.       | 1907           |
| Lachnella bicolor                               | Peck                          | 1902           |
| Lachnella borealis                              | Ellis & Holw.                 | 1883           |
| Lachnella boudieri                              | Quél.                         | 1886           |
| Lachnella brachytricha                          | Cooke & W. Phillips           | 1891           |
| Lachnella bresadolae                            | Strasser                      | 1907           |
| Lachnella britzelmayriana                       | (Rehm) Boud.                  | 1907           |
| Lachnella brunneocilliata                       | W. Phillips                   | 1891           |
| Lachnella campanula                             | Sacc.                         | 1889           |
| Lachnella canadensis                            | (Ellis & Dearn.) Seaver       | 1951           |
| Lachnella capreae                               | Velen.                        | 1947           |
| Lachnella caracasana                            | D.A. Reid                     | 1961           |
| Lachnella carneliorubra                         | (Singer) Locq.                | 1952           |
| Lachnella carpinacea                            | Velen.                        | 1947           |
| Lachnella cerasi                                | Noelli                        | 1917           |
| Lachnella chlorascens                           | (Schwein.) Morgan             | 1902           |
| Lachnella chlorospleniella                      | (Rehm) Boud.                  | 1907           |
| Lachnella chrysophthalma                        | (Pers.) P. Karst.             | 1885           |
| Lachnella ciliata                               | Seaver                        | 1951           |
| Lachnella ciliata                               | (Saut.) W.B. Cooke            | 1961           |
| Lachnella cirsii                                | Velen.                        | 1934           |
| Lachnella citrina                               | Peck                          | 1894           |
| Lachnella coccinea                              | Kirschst.                     | 1938           |
| Lachnella concrispata                           | (Rehm) Boud.                  | 1907           |
| Lachnella conferta                              | Gilb. & Adask.                | 1993           |
| Lachnella confluens                             | Bat.                          | 1950           |
| Lachnella consimilis                            | (Oudem. & Rehm) Boud.         | 1907           |
| Lachnella coprosmae                             | G. Cunn.                      | 1963           |
| Lachnella corni                                 | (E.K. Cash) Seaver            | 1951           |
| Lachnella croceomaculata                        | Höhn.                         | 1903           |
| Lachnella cyathea                               | Velen.                        | 1934           |
| Lachnella cyphelioides                          | (Rehm) Boud.                  | 1907           |
| Lachnella densissima                            | (Feltgen) Boud.               | 1907           |
| Lachnella dicranopteridis                       | (Seaver & Whetzel) Seaver     | 1951           |
| Lachnella disseminata                           | Agerer                        | 1983           |
| Lachnella dovrensis                             | Rostr.                        | 1891           |
| Lachnella euparaphysata                         | (J. Schröt.) Boud.            | 1907           |
| Lachnella eupatorii                             | (Schwein.) Seaver             | 1951           |
| Lachnella eximia                                | (Mouton & Sacc.) Boud.        | 1907           |
| Lachnella farinosa                              | (Wallr.) Sacc.                | 1889           |
| Lachnella fasciculata                           | (Seaver & Waterston) Seaver   | 1951           |
| Lachnella fraxinorum                            | Rehm                          | 1893           |
| Lachnella fuscobarbata                          | (Schwein.) Sacc.              | 1889           |
| Lachnella fuscobrunnea                          | (Rehm) Sacc.                  | 1889           |
| Lachnella fuscocinnabarina                      | Rehm                          | 1921           |
| Lachnella gaultheriae                           | (Ellis & Everh.) Seaver       | 1951           |
| Lachnella glandulosa                            | (Gillet) Boud.                | 1907           |
| Lachnella gleicheniae                           | (E.K. Cash) Seaver            | 1951           |
| Lachnella grandinea                             | Quél.                         | 1881           |
| Lachnella hystricula                            | (Ellis & Everh.) Sacc.        | 1889           |
| Lachnella idaea                                 | (Rehm) Boud.                  | 1907           |
| Lachnella incarnescens                          | (Schwein.) Sacc.              | 1889           |
| Lachnella ivae                                  | (Rehm) Seaver                 | 1951           |
| Lachnella juniperi                              | Richon                        | 1889           |
| Lachnella kmetii                                | Rehm                          | 1903           |
| Lachnella laburni                               | A.L. Sm.                      | 1913           |
| Lachnella lactea                                | Quél.                         | 1880           |
| Lachnella lanata                                | (Rehm) Boud.                  | 1907           |
| Lachnella latebrosa                             | (Ellis) Sacc.                 | 1889           |
| Lachnella maculicola                            | (Schwein.) Sacc.              | 1889           |
| Lachnella manitobensis                          | W.B. Cooke                    | 1961           |
| Lachnella martinii                              | (Pers.) Boud.                 | 1907           |
| Lachnella microspora                            | (Kanouse) Seaver              | 1951           |
| Lachnella myceliosa                             | W.B. Cooke                    | 1961           |
| Lachnella myosotidis                            | Velen.                        | 1934           |
| Lachnella nikau                                 | G. Cunn.                      | 1963           |
| Lachnella noppeneyana                           | (Feltgen) Boud.               | 1907           |
| Lachnella oblongispora                          | (G.G. Hahn & Ayers) Seaver    | 1951           |
| Lachnella oregonensis                           | W.B. Cooke                    | 1961           |
| Lachnella parvula                               | E. Bommer & M. Rousseau       | 1884           |
| Lachnella penicillata                           | (Schwein.) Morgan             | 1902           |
| Lachnella periclymeni                           | Fuckel                        | 1870           |
| Lachnella philadelphi                           | Rehm                          | 1909           |
| Lachnella pileomoniliformis                     | (P. Crouan & H. Crouan) Quél. | 1886           |
| Lachnella pinicola                              | W.B. Cooke                    | 1961           |
| Lachnella platani                               | (Pers.) Boud.                 | 1907           |
| Lachnella pollinaria                            | (Cooke) Seaver                | 1951           |
| Lachnella pomacea                               | Velen.                        | 1934           |
| Lachnella pruinosa                              | (Ces.) Sacc.                  | 1892           |
| Lachnella pteridicola                           | Seaver                        | 1951           |
| Lachnella pyriformis                            | (G. Cunn.) W.B. Cooke         | 1961           |
| Lachnella rhizophila                            | Ellis & Everh.                | 1894           |
| Lachnella rhodophaea                            | (Sacc.) Mussat                | 1901           |
| Lachnella rigidipila                            | (Feltgen) Boud.               | 1907           |
| Lachnella rubicunda                             | (Saut.) Boud.                 | 1907           |
| Lachnella rubiginosa                            | Pass. & Beltrani              | 1882           |
| Lachnella rufula                                | Quél.                         | 1881           |
| Lachnella rugosa                                | (Starbäck) Boud.              | 1907           |
| Lachnella sambucina                             | Losa                          | 1947           |
| Lachnella sauteri                               | (Sacc.) Boud.                 | 1907           |
| Lachnella septentrionalis                       | W.B. Cooke                    | 1961           |
| Lachnella snaresensis                           | W.B. Cooke                    | 1969           |
| Lachnella solani                                | Velen.                        | 1934           |
| Lachnella solitaria                             | (Schwein.) Sacc.              | 1889           |
| Lachnella spinosae                              | Velen.                        | 1934           |
| Lachnella staritzii                             | (Rehm) Sacc.                  | 1889           |
| Lachnella subfalcispora                         | D.A. Reid                     | 1961           |
| Lachnella subflammea                            | Rehm                          | 1893           |
| Lachnella subglobosa                            | (Saut.) Boud.                 | 1907           |
| Lachnella subiculosa                            | Agerer                        | 1983           |
| Lachnella subnidulans                           | (Rehm) Boud.                  | 1907           |
| Lachnella subochracea                           | (Cooke & Peck) Seaver         | 1951           |
| Lachnella tetraspora                            | (Feltgen) Höhn.               | 1906           |
| Lachnella thujae                                | Velen.                        | 1934           |
| Lachnella tiliae                                | (Peck) Donk                   | 1951           |
| Lachnella turbinata                             | (G. Cunn.) W.B. Cooke         | 1961           |
| Lachnella uvicola                               | (Speg.) W.B. Cooke            | 1961           |
| Lachnella veronicae                             | (Lasch) Boud.                 | 1907           |
| Lachnella villosa (Wit wolschijfje)             | (Pers.) Donk                  | 1951           |
| Lachnella virescens                             | (Rehm) Bres.                  | 1903           |
| Lachnella virginella                            | (Cooke ex Sacc.) Seaver       | 1951           |
| Lachnella virginica                             | Ellis & Everh.                | 1894           |
| Lachnella viridicoma                            | (Peck) Seaver                 | 1951           |
| Lachnella viticola                              | Gonz. Frag.                   | 1924           |